# ロビオス

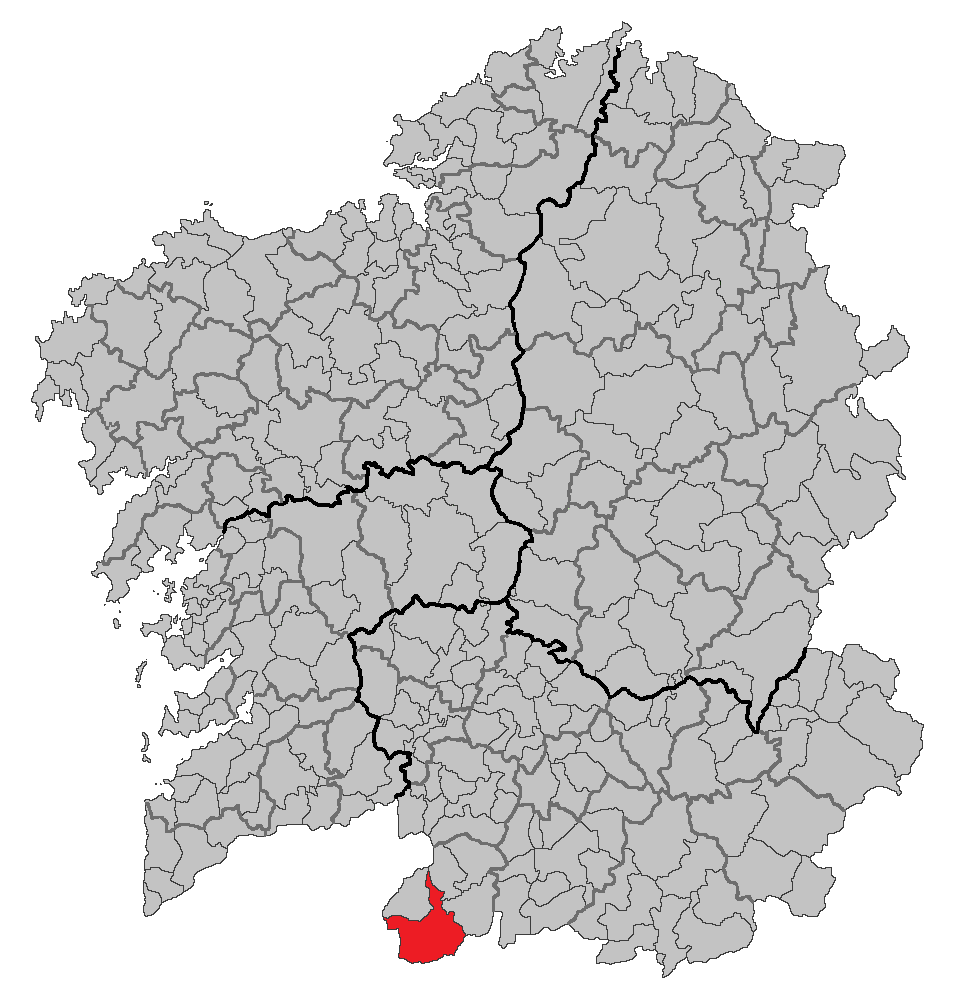

ロビオス（Lobios）は、スペイン、ガリシア州、オウレンセ県の自治体。コマルカ・ダ・バイシャ・リミアに属する。スペイン国立統計局によると、2010年の人口は人（2009年：2,259人、2004年：2,547人、2003年：2,584人）。カスティーリャ語による表記はLovios。
ガリシア語話者の自治体住民に占める割合は95.37％（2001年）。

## 地理
ロビオスはオウレンセ県の南西部に位置し、コマルカ・ダ・バイシャ・リミアに属する。北がロベイラとエントリーモと、北東がムイーニョスの各自治体と接し、南東から、南、西にかけてはポルトガルとの国境、自治体の中心地区は、ロビオス教区のフォンデビーラ地区。

### 人口
| ロビオスの人口推移 1900－2010                           |
|                                                         |
| 出典:INE（スペイン国立統計局）1900年 - 1991年、1996年 - |

## 政治
自治体首長はガリシア社会党（PSdeG-PSOE）のホセ・ラメーラ・バウティスタ（José Lamela Bautista）、自治体評議員はガリシア国民党（PPdeG）：4、ガリシア社会党：4、ガリシア民族主義ブロック（BNG）：2、IL：1となっている（2007年の自治体選挙の結果、得票順）。

## 教区
ロビオスは10の教区に分けられる。太字は自治体中心地区のある教区。
- アラウーショ（サン・マルティーニョ)
- ア・セラ（サンタ・マリーア）
- グロウ（サン・マメーデ）
- ア・イジャ（サン・ロウレンソ）
- ロビオス（サン・ミゲル)
- マニン（サン・サルバドール)
- リオ・カルド（サンタ・マリーア）
- サン・マルティーニョ・デ・グロウ（サン・マルティーニョ）
- サン・パイオ・デ・アラウーショ（サン・パイオ）
- トルノ（サン・サルバドール)